# Вибух DC-6 під Лонгмонтом
Вибух DC-6 під Лонгмонтом — авіаційна катастрофа, що сталася увечері 1 листопада 1955 року в результаті теракту в небі на схід від Лонгмонта та за 50 км від Денвера (штат Колорадо, США). Пасажирський авіалайнер Douglas DC-6B американської авіакомпанії United Airlines виконував регулярний пасажирський рейс UA626 за сполученням Нью-Йорк — Чикаго — Денвер — Портленд — Сіетл, але через деякий час після зльоту з денверського аеропорту імені Бенжаміна Ф. Степлтона літак несподівано вибухнув у повітрі і всі 44 особи, що перебували на його борту (39 пасажирів і 5 членів екіпажу), загинули. Було встановлено, що причиною катастрофи стала детонація закладеної на борт бомби, після чого справу передали до Федеральне авіаційне управління США, в історії якого це було перше розслідування великої авіаційної події.